# فيو رويال (كولومبيا البريطانية)
فيو رويال (بالإنجليزية: View Royal)‏ هي مدينة كندية تقع في مقاطعة كولومبيا البريطانية. تبلغ مساحة هذه المدينة 14.4837 (كم²)، ويبلغ عدد سكانها 8768 نسمة حسب إحصاء سنة 2006 م، بينما كان يسكنها 7271 نسمة في سنة 2001 م. تحتل هذه المدينة المرتبة رقم 433 بين مدن كندا حسب عدد السكان والمرتبة رقم 62 في المقاطعة. نما عدد السكان في هذه المدينة بنسبة (20.6) بين العامين المذكورين.

## وصلات خارجية
- الأطلس الحكومي لكندا
- إحصاءات كندا مع ساعة تعداد السكان